# Boris Kryštufek

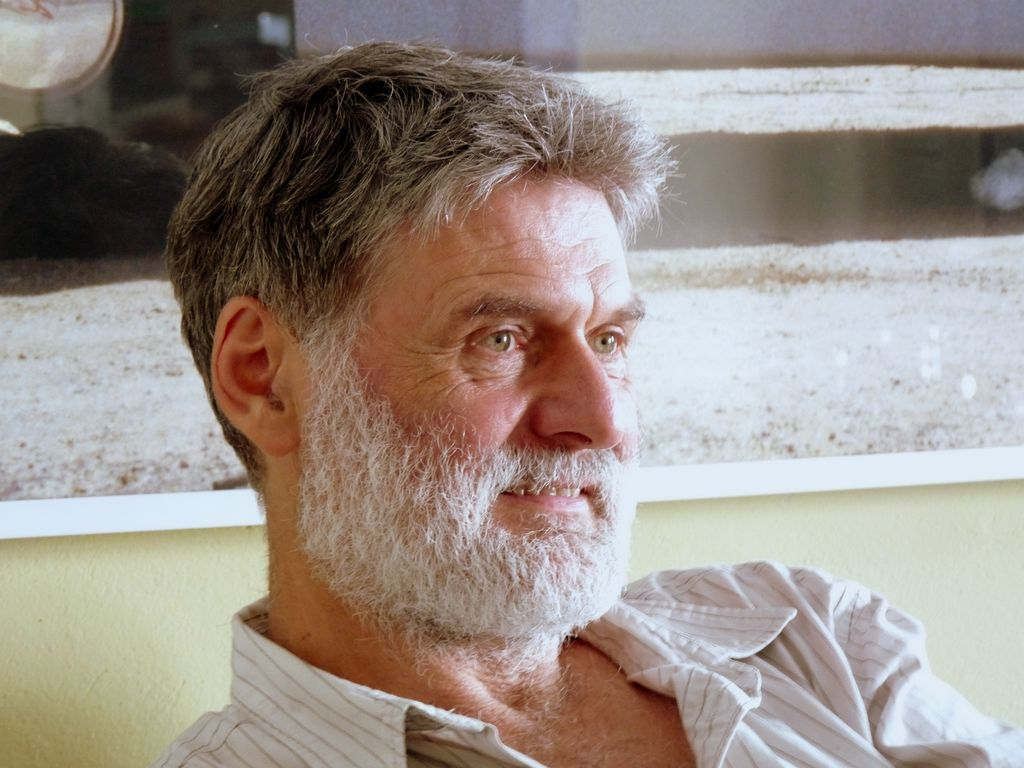
Boris Kryštufek im Jahr 2012

Boris Kryštufek (* 1954 in Kranj) ist ein slowenischer Naturschutzbiologe mit Fachkenntnissen in der Taxonomie, der Evolution, der Phylogeographie, der Biogeographie und der Erhaltung von Landsäugern.

## Leben
1973 begann Kryštufek ein Biologiestudium an der Biotechnischen Fakultät der Universität Ljubljana. 1978 wurde er Praktikant am Slowenischen Museum für Naturgeschichte (Prirodoslovni muzej Slovenije) in Ljubljana. Im selben Jahr erlangte er mit einer Studie über morphologische und chromosomale Untersuchungen an Igeln den Bachelor of Science an der Biotechnischen Fakultät der Universität Ljubljana. Von 1980 bis 1982 war er kuratorischer Assistent am Slowenischen Museum für Naturgeschichte. Von 1982 bis 1995 war er Kurator, davon von 1991 bis 1995 leitender Kurator. 1988 wurde er an der Biotechnischen Fakultät der Universität Ljubljana mit der Dissertation Taksonomska diferenciacija, zoogeografija in ekologija voluharic (Arvicolidae, Rodentia, Mammalia) v Sloveniji (Taxonomische Differenzierung, Zoogeographie und Ökologie der Wühlmäuse in Slowenien) zum Ph.D. in den Biowissenschaften promoviert. 1994 wurde er Assistenzprofessor an der Fakultät für Erziehungswissenschaften der Universität Maribor. 1999 wurde er Gremiumsmitglied im Museumsrat. Heute ist er Leiter der Abteilung für Wirbeltiere des Slowenischen Museums für Naturgeschichte.
Seit 2001 ist Kryštufek am Wissenschafts- und Forschungszentrum der Universität Primorska tätig, wo er das Institut für Biodiversitätsstudien leitet. Seit dem Jahr 2000 lehrt er als außerordentlichen Professor für Zoologie an der Biotechnischen Fakultät der Universität Ljubljana. An beiden Universitäten hält er Vorlesungen zur systematischen Zoologie im Grundstudium und zur Biologie von Wirbeltieren sowie zur Naturschutzbiologie im postgradualem Studium. Kryštufek hat verschiedene Forschungs- und Erhaltungsprojekte in Südosteuropa, Kleinasien und Südafrika durchgeführt sowie Exkursionen in verschiedene europäische Länder, darunter Tschechien, Deutschland, Italien, Norwegen sowie nach Nordamerika und Südostasien, unternommen. Ein weiteres Projekt ist die Langzeitüberwachung der Populationsbiologie des Siebenschläfers.
Kryštufeks Forschungsschwerpunkte sind die Taxonomie der Säugetiere, die Zoogeographie sowie biogeographische Muster und Prozesse. Er ist Autor mehrerer Revisionen von Gattungen und Arten, sowie von Studien der Säugetierfauna in Slowenien, auf dem Balkan und in der Türkei. Kryštufek ist Erstbeschreiber von drei Nagetierarten, einer Maulwurfsart und einer Maulwurfs-Unterart. Dazu zählen die Dogramaci-Wühlmaus (Microtus dogramacii, 1999), die Anatolische Wühlmaus (Microtus anatolicus, 2002), die Kurzschnauzen-Akazienmaus (Grammomys brevirostris, 2008), Talpa martinorum (2018) sowie die Unterart Talpa stankovici montenegrina (1994) des Balkan-Maulwurfs.
Kryštufek hat mehr als 120 wissenschaftliche Artikel in slowenischen und internationalen Fachzeitschriften veröffentlicht, dazu viele Fachartikel, Kapitel in Monographien und andere Beiträge. Er arbeitet auch in Redaktionen mehrerer internationaler Magazine, Konferenzen und Kommissionen. Im Jahr 2017 war er Mitverfasser des Kapitels über die Wühler (Cricetidae) im siebenten Band des Handbook of the Mammals of the World. Im Jahr 2018 verfasste er gemeinsam mit Masaharu Motokawa das Kapitel über die Maulwürfe (Talpidae) im achten Band des Handbook of the of the Mammals of the World.

## Auszeichnungen und Dedikationsnamen
1986 wurde Kryštufek vom Zoologen Savo Brelih (1927–2012) im Epitheton des Floh-Taxons Ctenophthalmus (Medioctenophthaltnus) nifetodes krystufeki aus dem Bistra-Gebirge in Mazedonien geehrt. Er erhielt zweimal den Valvasor-Preis, die renommierteste museologische Auszeichnung Sloweniens; im Jahr 2011 für den Museumscomic und die Ausstellung Skrivnostna smrt mlade Leonore (Der mysteriöse Tod der jungen Leonore) und im Jahr 2016 für die Ausstellung Naše malo veliko morje (Unser kleines Meer).

## Schriften (Auswahl)
- Boris Kryštufek: Sesalci Slovenije. Prirodoslovni muzej Slovenije, Ljubljana, 1991
- Anthony J. Mitchell-Jones, Giovanni Amori, Wieslaw Bogdanowicz, Boris Kryštufek, P. J. H. Reijnders, Friederike Spitzenberger, Michael Stubbe, Johan B. M. Thissen, Vladimír Vohralík, Jan Zima (Hrsg.): The Atlas of European Mammals. Poyser, London, 1999
- Boris Kryštufek, Franc Janžekovič (Hrsg.): Ključ za določanje vretenčarjev Slovenije, Državna založba Slovenije, Ljubljana, 1999
- Boris Kryštufek: Osnove varstvene biologije. TZS, Ljubljana, 1999
- Boris Kryštufek, Vladimír Vohralík: Mammals of Turkey and Cyprus. Introduction, Checklist, Insectivora. ZRS, Koper, 2001
- Boris Kryštufek, Božidar Jožef Flajšman, Huw I. Griffiths (Hrsg.): Living with Bears. A large European carnivore in a shrinking World. Liberalna Akademija, Ljubljana, 2003
- Huw I. Griffiths, Boris Kryštufek, Jane M. Reed (Hrsg.): Balkan Biodiversity. Patterns and Process in the European Hotspot. Kluwer Academic Publishers, Dordrecht, 2004
- Boris Kryštufek, Vladimír Vohralík: Mammals of Turkey and Cyprus. Rodentia I: Sciuridae, Dipodidae, Gliridae, Atvicolinae. UP ZRS, Koper, 2005
- Boris Kryštufek, Božidar Jožef Flajšman (Hrsg.): Polh in človek. Liberalna Akademija, Ljubljana, 2007
- Boris Kryštufek & Georgy Shenbrot (2022): Voles and Lemmings (Arvicolinae) of the Palaearctic Region. University of Maribor, University Press, ISBN 978-961-286-611-2
- Boris Kryštufek & Georgy I. Shenbrot (2025): True Hamsters (Cricetinae) of the Palaearctic Region. University of Maribor, University Press, Maribor. ISBN 978-961-286-940-3